# Jardín Botánico Alpino Giangio Lorenzoni

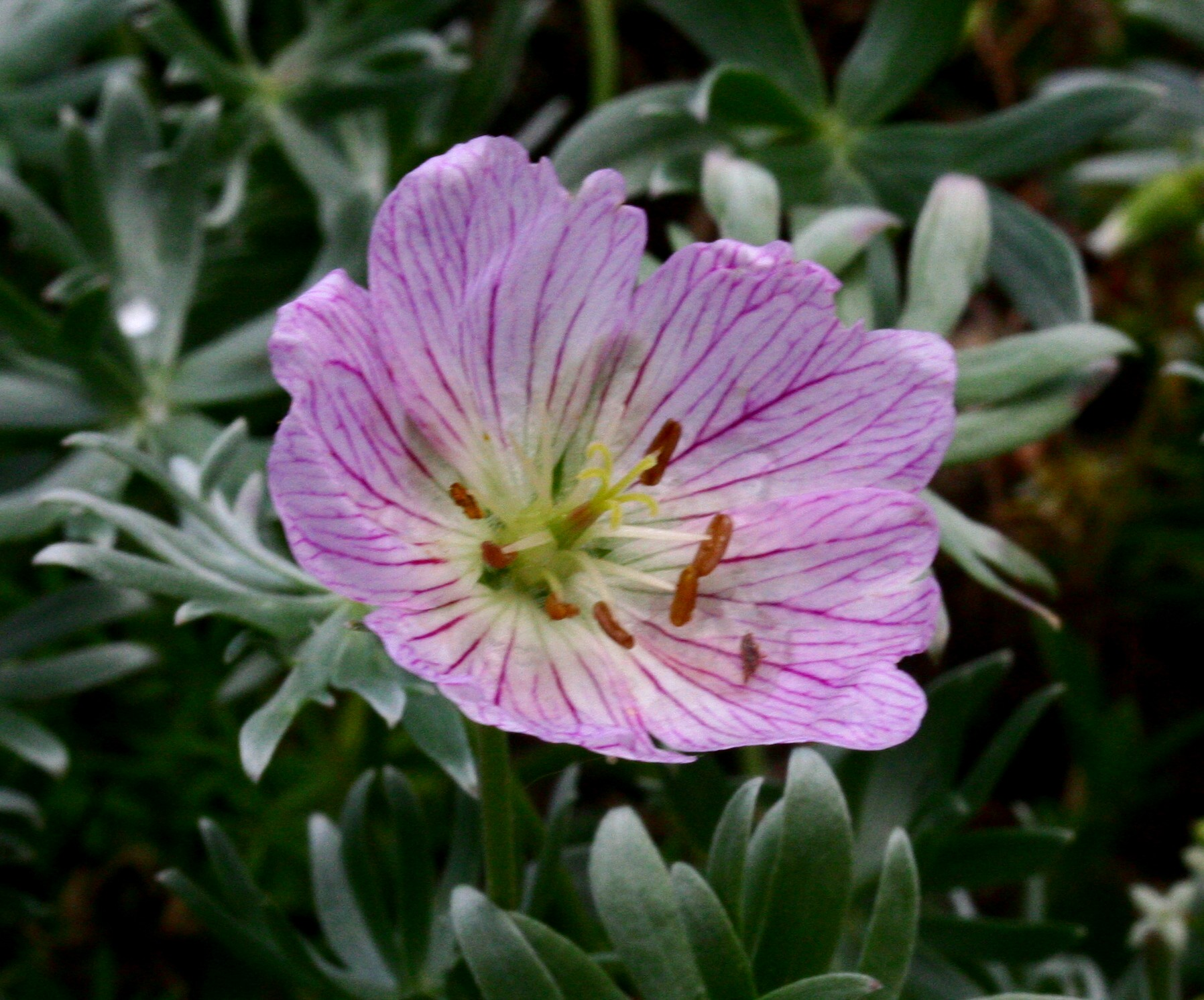
Geranium argenteum una de las especies presentes en el jardín botánico.

El Jardín Botánico Alpino Giangio Lorenzoni  (en  italiano: Giardino Botanico Alpino "Giangio Lorenzoni"), es un jardín botánico alpino en Tambre d'Alpago, Italia. Su código de reconocimiento internacional como institución botánica, así como las siglas de su herbario es GLPA.

## Localización
El jardín alpino situado en "Pian di Cansiglio", Boral del Giaz, Tambre d'Alpago, Provincia de Belluno, Veneto, Italia.46°8′13.9194″N 12°21′37.8″E / 46.137199833, 12.360500
Abre al público a diario en los meses cálidos del año.

## Historia
El jardín botánico fue fundado en 1972 gracias a los esfuerzos del Profesor Giovanni Giorgio Lorenzoni de la Universidad de Padua, inaugurado en 1995, y acrecentado en años recientes.

## Colecciones
El jardín alberga actualmente unas 700 especies de plantas raras y medicinales de la Flora alpina oriental, algunas de ellas nativas procedentes del macizo Cansiglio-Cavallo incluyendo Gentiana symphyandra, Geranium argenteum, Menyanthes trifoliata, Potamogeton natans, Rudbeckia laciniata.